# Golpes a mi puerta
Golpes a mi puerta es una película coproducción de Argentina, Cuba y Venezuela filmada en colores dirigida por Alejandro Saderman sobre su propio guion escrito en colaboración con Juan Carlos Gené sobre la obra teatral de Juan Carlos Gené que se estrenó el 1 de septiembre de 1994 y que tuvo como actores principales a Verónica Oddó, Elba Escobar, Juan Carlos Gené y José Antonio Rodríguez.

## Sinopsis
En un país latinoamericano, dos monjas ocultan a un disidente prófugo del gobierno dictatorial.
Este primer largometraje de Alejandro Saderman confronta aspectos entre dos mundos:Uno oprimido y acosado; otro represor y autoritario. Su autor no se aleja de la obra teatral, perteneciente a Juan Carlos Gené (coautor del guion), con un manejo impecable del crescendo dramático de una obra encerrada en sí misma, logrando secuencias de innegable valor tanto por la fuerza de sus diálogos como por la pureza de la puesta en escena.

## Reparto
- Verónica Oddó: Ana
- Elba Escobar: Úrsula
- Juan Carlos Gené: mayor Cerone
- José Antonio Rodríguez: obispo
- Ana Castell: Severa
- Mirtha Ibarra: Amanda
- Frank Spano: Pablo
- Eduardo Gil: padre Emilio
- Dimas González: capitán Torres
- Rogelio Eliaín
- Agustín Benítez: Roque
- Rogelio Blain: oficial
- Ana María Castel
- Pedro Fernández: suboficial 2
- Óscar Fonseca: Cosme

## Premios y nominaciones
Asociación de Cronistas Cinematográficos de la Argentina 1995
- Ganadora del Cóndor de Plata a la Mejor Actriz Verónica Oddó
- Seleccionados como candidatos al Mejor Guion Adaptado Juan Carlos Gené y Alejandro Saderman
- Seleccionado como candidato al Premio a la Mejor Película
- Seleccionado como candidato al Mejor Actor de Reparto Juan Carlos Gené
- Seleccionada como candidata a la Mejor Actriz de Reparto Elba Escobar

Premio Goya 1994
- Seleccionada como candidata a la Mejor Película Extranjera de Habla Hispana)

Festival del Cine de Gramado 1994
- Ganadora del Kikito de Oro a la Mejor Actriz Verónica Oddó
- Seleccionada como candidata a la Mejor Película Latina

Festival de Cine de La Habana 1993
- Ganador de una Mención Especial por el jurado de FIPRESCI
- Ganador de una Mención Especial por el jurado de OCIC
- Ganador del Premio Saúl Yelín Alejandro Saderman

## Comentarios
Adolfo C. Martínez, en La Nación, opinó:

«Trasciende las fronteras latinoamericanas para convertirse en una historia universal que expresa la fuerza de la conciencia y la dignidad en tiempos de tiempos de horror.»

J.D. en El Cronista Comercial dijo:

«Un contundente gasto comercial de resistencia frente al avance de la era del vacío.»

Daniel López, en La Razón, opinó:

«Para mí Golpes… no es un film político…En todo caso, es político su contexto. En esencia muestra un conflicto humano permanente. Habla de la vida y la muerte, de la conciencia, de la realidad del compromiso »

Manrupe y Portela escriben:

«Primer largo de ficción de Saderman, con más importancia conceptual que formal y actuaciones convincentes.»